# 貓兒干
23°47′34″N 120°18′31″E / 23.79278°N 120.30861°E
貓兒干，現稱豐榮，是臺灣雲林縣崙背鄉的一個傳統地域名稱，位於該鄉西北部。相較於今日行政區，其範圍大致包括豐榮村不含西北端、五魁村北部凸出部分的西半部、舊庄村西部、草湖村西北端。

## 歷史
台灣清治末期，貓兒干地區為一平埔族街庄，稱為「貓兒干庄」，隸屬於布嶼堡。該庄北隔濁水溪與下牛稠庄、下山腳庄為界，東與草湖庄為鄰，東南與舊庄、五塊厝庄，南邊為大有庄、興化厝庄，西邊為施厝寮庄、雷厝庄。
1901年（日明治三十四年）11月，全台廢縣廳改設二十廳，該庄隸屬於斗六廳。1903年（明治三十六年）6月，該庄編入「崙背區」，仍隸屬於斗六廳。1909年（明治四十二年）10月，全台二十廳合併為十二廳，崙背區改隸屬於嘉義廳。1920年（大正九年），全台地方制度大改正，該庄改制為「貓兒干」大字，隸屬於臺南州虎尾郡崙背庄。
戰後崙背庄改制為崙背鄉，隸屬於臺南縣，大字亦改制為村。1946年8月，崙背、麥寮分治，本地區仍隸屬於崙背鄉。1950年9月，雲、嘉、南分治，崙背鄉改隸屬於雲林縣。

## 聚落
本地區發展較早的聚落為貓兒干，在日治期初期的官方地圖上已有記載。此外，本地區尚有中佃厝、西佃厝、東佃厝等聚落。

## 交通
縣道154號（豐榮路），是六輕廠至林內的道路，也是雲林縣最北側的橫貫縣道，大致以西偏北－東偏南走向經過貓兒干地區中部偏南地帶。由該道路向西偏北可前往施厝寮、橋頭、許厝寮並止於六輕廠前的外東環路路口，向東偏南可前往二崙、西螺、莿桐、林內並止於省道台3線路口。
鄉道雲4線（朴子街）是橋頭至豐榮的道路，其東側端點位於本地區中部偏西南的貓兒干聚落縣道154號路口。由此向北轉西再轉西北出境後，可前往雷厝、橋頭並止於省道台17線路口。
鄉道雲9線是豐榮至褒忠的道路，其北側端點位於貓兒干聚落縣道154號路口。由此向南出境後可前往大有、龍巖、埔姜崙並止於舊縣道158號（中正路）路口。
鄉道雲10線是豐榮至山仔門的道路，其西側端點位於貓兒干聚落東郊的縣道154號路口。由此向東北出境後，可前往草湖、舊庄中部、中庄、番社並止於省道台17線、縣道154號路口。
鄉道雲11線是豐榮至阿勸的道路，其東側端點位於貓兒干聚落東側的縣道154號路口。由此向南轉東南可前往大有與五塊厝交界地帶、阿勸並止於鄉道雲6線路口。

## 學校
- 豐榮國小

豐榮國小第一屆校長認為貓兒干之名不雅，因此改名為豐榮。